# Leigh Griffiths
Leigh Griffiths (ur. 20 sierpnia 1990 w Leith) – szkocki piłkarz, który występował na pozycji napastnika. W latach 2012–2022 reprezentant Szkocji.

## Kariera klubowa
Griffiths profesjonalną karierę rozpoczął w klubie Livingston Przed sezonem 2009/2010 za 125 tysięcy funtów przeniósł się do innego zespołu grającego wówczas w drugiej lidze szkockiej − Dundee. W styczniu 2011 roku podpisał kontrakt na 2,5 roku z Wolverhampton Wanderers. Przez kilka miesięcy nie zaliczył jednak żadnego występu i latem tego samego roku został wypożyczony do Hibernian. Po dwóch latach wrócił do Wolverhampton Wanderers, wypełnił ostatnie miesiące kontraktu, a zimą 2014 roku przeniósł się do Celticu.

## Kariera reprezentacyjna
W reprezentacji Szkocji zadebiutował 14 listopada 2012 roku w towarzyskim meczu przeciwko Luksemburgowi. Na boisku pojawił się w 70 minucie meczu.
| Mecze i gole w reprezentacji | Mecze i gole w reprezentacji | Mecze i gole w reprezentacji | Mecze i gole w reprezentacji | Mecze i gole w reprezentacji | Mecze i gole w reprezentacji | Mecze i gole w reprezentacji |
| #                            | Data                         | Stadion                      | Rywal                        | Wynik                        | Gol                          | Rozgrywki                    |
| 2012                         | 2012                         | 2012                         | 2012                         | 2012                         | 2012                         | 2012                         |
| ---------------------------- | ---------------------------- | ---------------------------- | ---------------------------- | ---------------------------- | ---------------------------- | ---------------------------- |
| 1.                           | 14.11.2012                   | Luksemburg, Luksemburg       | Luksemburg                   | 2:1                          | 0                            | towarzyski                   |
| 2013                         |                              |                              |                              |                              |                              |                              |
| 2.                           | 07.06.2013                   | Zagrzeb, Chorwacja           | Chorwacja                    | 1:0                          | 0                            | El. MŚ 2014                  |
| 3.                           | 14.08.2013                   | Londyn, Anglia               | Anglia                       | 2:3                          | 0                            | towarzyski                   |
| 4.                           | 06.09.2013                   | Glasgow, Szkocja             | Belgia                       | 0:2                          | 0                            | El. MŚ 2014                  |